# Cenzor (starożytny Rzym)
Cenzor (łac. censor – l.mn. censores) – urzędnik w republikańskim Rzymie.

## Powołanie
Urzędnika wybierano na to stanowisko wraz z drugą osobą (cenzorów było zawsze dwóch) na okres potrzebny do wykonania powierzonych funkcji, nie dłużej jednak niż na 18 miesięcy, raz na 5 lat przez komicja centurialne (comitia centuriata). Reelekcja była zabroniona. Urząd cenzorów stworzono w 443 r. p.n.e.; początkowo wybierano ich w nieregularnych odstępach wynoszących od trzech do dwunastu lat.
W pierwszym okresie istnienia urząd był zastrzeżony dla patrycjuszy, zaś pierwszym cenzorem pochodzącym z plebsu był Gaius Marcius Rutilus. Stan ten usankcjonowano w 339 r. p.n.e., gdy na wniosek Kwintusa Publiliusza Filona (Quintus Publilius Philo) uchwalono lex Publilia Philonis de censore plebeio creando, gdzie postanowiono, że przynajmniej jeden z cenzorów powinien być plebejuszem.
Z uwagi na wybitnie arbitralny charakter władzy, urzędników tych powoływano wyłącznie spośród osób, które przeszły cały cursus honorum, co stanowiło dowód uznania dla przymiotów charakteru. Cenzorzy należeli do tzw. magistratur kurulnych (magistratus curules), co oznacza, że podczas wykonywania swych funkcji mieli prawo używać krzesła kurulnego (sella curulis).

## Kompetencje
Cenzorzy byli jedynymi spośród wyższych magistratur, którzy nie posiadali imperium, wskutek czego nie mieli prawa do eskorty złożonej z liktorów. Tylko po śmierci mieli prawo do pochówku w purpurowej todze (oznaka władzy królewskiej).
Najstarszym i najważniejszym obowiązkiem cenzorów było sporządzenie spisu (census) obywateli rzymskich wraz z ich majątkiem (agere censum) oraz przypisanie ich do właściwego tribus, a także centurii. Dokonując spisu cenzorzy opierali się przede wszystkim na oświadczeniach składanych przez uprawnionych obywateli, którzy w tym celu wzywani byli do stawienia się na Polu Marsowym. Jednocześnie cenzorzy ustalali listę senatorów (lectio senatus) na następną kadencję. Stosownie do postanowień lex Ovinia (ok. 312 r. p.n.e.) powinni być na nią wpisywani tylko najgodniejsi mężowie wszelkiej rangi, co w praktyce oznaczało byłych urzędników. Prowadzili też spis majątków i kontrolowali wydatki państwa na cele publiczne, określali koszty prowadzenia wojen i rozbudowy armii. Ponadto ustalali listę ekwitów.
Drugim zakresem obowiązków cenzorów było tzw. cura morum, czyli czuwanie nad moralnością obywateli. Po stwierdzeniu negatywnego zachowania obywatela mogli poczynić przy jego nazwisku stosowną uwagę (nota censoria). Jedną z sankcji, jakie pociągała za sobą nota cenzorska było przeniesienie obywatela z tribus wiejskiej do jednej z 4 tribus miejskich. Skutkowało to faktycznym (choć nie prawnym) umniejszeniem czci przeniesionej osoby (do tribus miejskich zapisywano m.in. wszystkich wyzwoleńców). Utratę dotychczasowej pozycji pociągało za sobą także usunięcie z centurii jeźdźców i skreślenie z listy senatorów. W ostateczności cenzorzy mogli pozbawić obywatela jego praw politycznych (poprzez wykluczenie z udziału w komicjach trybusowych i centurialnych) – w takiej sytuacji nosili oni miano aerari. Od ich wyroków nie przysługiwało odwołanie. Jedyne zabezpieczenie dla osoby zagrożonej notą cenzorską stanowił wymóg, aby decyzję podjęło jednomyślnie obydwu cenzorów.
Cenzorzy zawierali również kontrakty, których przedmiotem były roboty publiczne (np. budowa dróg dla celów wojskowych).

## Likwidacja urzędu
W schyłkowym okresie republiki rzymskiej urząd cenzora stracił na znaczeniu (podczas dyktatury Sulli opisane wyżej uprawnienia cenzorów miały charakter pozorny), by zaniknąć całkowicie po utworzeniu cesarstwa. Dopiero cesarz Klaudiusz w pewnym stopniu przywrócił w 47 r. jego znaczenie, lecz jako dodatkowy atrybut władzy cesarskiej.

## Lista cenzorów rzymskich
- 443 p.n.e. – Lucius Papirius Mugillanus i Lucius Sempronius Atratinus
- 435 p.n.e. – Gaius Furius Pacilus Fusus i Marcus Geganius Macerinus
- 430 p.n.e. – Lucius Papirius i Publius Pinarius
- 418 p.n.e. – Lucius Papirius Mugillanus i ?
- 403 p.n.e. – Marcus Furius Camillus i Marcus Postumius Albinus Regillensis
- 393 p.n.e. – Lucius Papirius Cursor, Gaius Iulius Iullus i Marcus Cornelius Maluginensis
- 389 p.n.e. – Marcus Furius Fussus i Lucius Papirius Mugillanus
- 380 p.n.e. – Spurius Postumius Albinus Regillensis i Gaius Sulpicius Camerinus
- 378 p.n.e. – Spurius Servilius Priscus i Quintus Cloelius Siculus
- 366 p.n.e. – Gaius Sulpicius Peticus i Postumius Regillensis Albinus
- 363 p.n.e. – Marcus Fabius Ambustus i Lucius Furius Medullinus
- 351 p.n.e. – Gnaeus Manlius Capitolinus Imperiosus i Gaius Marcius Rutilus
- 340 p.n.e. – Lucius Cornelius Scipio i Publius Cornelius Scipio
- 332 p.n.e. – Spurius Postumius Albinus Caudinus i Quintus Publilius Philo
- 319 p.n.e. – Gaius Sulpicius Longus i ?
- 318 p.n.e. – Lucius Papirius Crassus i Gaius Maenius
- 312 p.n.e. – Appius Claudius Caecus i Gaius Plautius Venox
- 307 p.n.e. – Marcus Valerius Maximus Corvinus i Gaius Iunius Bubulcus Brutus
- 304 p.n.e. – Quintus Fabius Maximus Rullianus i Publius Decius Mus
- 300 p.n.e. – Publius Sulpicius Saverrio i Publius Sempronius Sophus
- 293 p.n.e. – Publius Cornelius Arvina i Gaius Marcius Rutilus
- 280 p.n.e. – Lucius Cornelius Scipio Barbatus i Gnaeus Domitius Calvinus Maximus
- 275 p.n.e. – Quintus Aemlius Papus i Gaius Fabricius Luscinus
- 272 p.n.e. – Lucius Papirius Praerextatus i Manlius Curius Dentatus
- 269 p.n.e. – Lucius Aemilius Barbula i Quintus Marcius Philippus
- 265 p.n.e. – Gnaeus Cornelius Blasio i Gaius Marcius Rutilus Censorinus
- 258 p.n.e. – Lucius Cornelius Scipio i Gajusz Duiliusz
- 253 p.n.e. – Lucius Postumius i Decimus Iunius Pera
- 252 p.n.e. – Manlius Valerius Maximus Messalla i Publius Sempronius Sophus
- 247 p.n.e. – Aulus Manlius Torquatus i Aulus Atilius Calatinus
- 241 p.n.e. – Marcus Fabius Buteo i Gaius Aurelius Cotta
- 236 p.n.e. – Lucius Cornelius Lentulus Caudinus i Quintus Lutatius Cerco
- 234 p.n.e. – Aulus Postumiusz Albinus i Quintus Atilius Bulbus
- 231 p.n.e. – Titus Manlius Torquatus i Quintus Fulvius Flaccus
- 230 p.n.e. – Quintus Fabius Maximus Verrucosus i Marcus Sempronius Tuditanus
- 225 p.n.e. – Gaius Claudius Centho i Marcus Junius Pera
- 220 p.n.e. – Lucius Aemilius Papus i Gaius Flaminius
- 214 p.n.e. – Publius Furius Philus i Marcus Atilius Regilus
- 210 p.n.e. – Publius Licinius Crassus Dives i Lucius Veturius Philus
- 209 p.n.e. – Marcus Cornelius Cethegus i Publius Sempronius Tuditanus
- 204 p.n.e. – Gaius Claudius Nero i Marcus Livius Salinator
- 199 p.n.e. – Publius Cornelius Scipio Africanus i Publius Aelius Paetus
- 194 p.n.e. – Gaius Cornelius Cethegus i Sextus Aelius Paetus Catus
- 189 p.n.e. – Titus Quinctius Flaminius i Marcus Claudius Marcellus
- 184 p.n.e. – Lucius Valerius Flaccus i Marcus Porcius Cato
- 179 p.n.e. – Marcus Aemilius Lepidus i Marcus Fulvius Nobilior
- 174 p.n.e. – Aulus Postumiusz Albinus i Quintus Fulvius Flaccus
- 169 p.n.e. – Gaius Claudius Pulcher i Tiberius Sempronius Gracchus
- 164 p.n.e. – Lucius Aemilius Paullus Macedonicus i Quintus Marcius Philippus
- 159 p.n.e. – Publius Cornelius Scipio Nasica Corculum i Marcus Popillius Laenas
- 154 p.n.e. – Marcus Valerius Messalla i Gaius Cassius Longinus
- 147 p.n.e. – Lucius Cornelius Lentulus Lupus i Lucius Marcius Censorinus
- 142 p.n.e. – Publius Cornelius Scipio Aemilianus i Lucius Mummius Achaicus
- 136 p.n.e. – Appius Claudius Pulcher i Quintus Fulvius Nobilior
- 131 p.n.e. – Quintus Caecilius Metellus Macedonicus i Quintus Pompeius
- 125 p.n.e. – Gnaeus Servilius Caepio i Lucius Cassius Longinus Ravilla
- 120 p.n.e. – Quintus Caecilius Metellus Balearicus i Lucius Calpurnius Piso Frugi
- 115 p.n.e. – Lucius Caecilius Metellus Diadematus i Gnaeus Domitius Ahenobarbus
- 109 p.n.e. – Marcus Aemilius Scaurus i Marcus Livius Drusus
- 108 p.n.e. – Quintus Fabius Maximus Eburnus i Gaius Licinius Getha
- 102 p.n.e. – Gaius Caecilius Metellus Caprarius i Quintus Caecilius Metellus Numidicus
- 97 p.n.e. – Lucius Valerius Flaccus i Marcus Antonius Orator
- 92 p.n.e. – Gnaeus Domitius Ahenobarbus i Lucius Licinius Crassus
- 89 p.n.e. – Lucius Julius Caesar i Publius Licinius Crassus
- 86 p.n.e. – Lucius Marcius Philippus i Marcus Perperna
- 70 p.n.e. – Gnaeus Cornelius Lentulus Clodianus i Lucius Gellius Poplicola
- 65 p.n.e. – Marcus Licinius Crassus i Quintus Lutatius Catulus
- 64 p.n.e. – Lucius Aurelius Cotta i Manlius Torquatus
- 55 p.n.e. – Publius Servilius Vatia Isauricus i Marcus Valerius Messala Niger
- 50 p.n.e. – Appius Claudius Pulcher i Lucius Calpurnius Piso
- 42 p.n.e. – Publius Sulpicius Rufus i Gaius Antonius Hybrida
- 28 p.n.e. – Caesar Augustus i Marcus Vipsanius Agrippa
- 22 p.n.e. – Aemilius Lepidus Paullus i Lucius Munatius Plancus
- 8 p.n.e. – Caesar Augustus (jedyny cenzor)
- 14 – Caesar Augustus i Tiberius Iulius Caesar
- 47-48 – Tiberius Claudius Caesar Augustus i Lucius Vitellius
- 72-73 – Imperator Caesar Vespasianus Augustus i Titus Caesar Vespasianus
- 85-96 – Imperator Caesar Domitianus Augustus
- 251 – Publius Licinius Valerianus
- 333-337 – Flavius Dalmatius
- 464 – Flavius Severinus